# Championnats du monde de biathlon 1958
Les Championnats du monde de biathlon 1958 se tiennent à Saalfelden (Autriche). Il s'agit de la première édition des premiers championnats du monde de biathlon. L'épreuve se déroule le 2 février 1958. L'Autriche accueillera de nouveau les Championnats du monde cinq ans plus tard à Seefeld.

## Résultats
| Épreuves           | Or                                                             | Argent                                                                               | Bronze                                                     |
| Hommes             | Hommes                                                         | Hommes                                                                               | Hommes                                                     |
| ------------------ | -------------------------------------------------------------- | ------------------------------------------------------------------------------------ | ---------------------------------------------------------- |
| Individuel (20 km) | Adolf Wiklund                                                  | Olle Gunneriusson                                                                    | Viktor Butakov                                             |
| Par équipes        | Suède Adolf Wiklund Olle Gunneriusson Sture Ohlin Sven Nilsson | Union soviétique Viktor Butakov Valentin Pschenitsyn Dimitri Sokolov Alexander Gubin | Norvège Arvid Nyberg Asbjørn Bakken Knut Wold Rolf Gråtrud |

Note : Une seule épreuve disputée pour deux catégories. Classement par équipes obtenu par addition des 4 meilleurs temps individuels de chaque nation. Sur l'épreuve de l'individuel, la distance des tirs décroit à chaque séance (250, 200, 150 et enfin 100 mètres) et seule la dernière est à effectuer debout obligatoirement.

## Tableau des médailles
| Médailles | Pays             | Or | Argent | Bronze | Ensemble |
| --------- | ---------------- | -- | ------ | ------ | -------- |
| 1         | Suède            | 2  | 1      | 0      | 3        |
| 2         | Union soviétique | 0  | 1      | 1      | 2        |
| 3         | Norvège          | 0  | 0      | 1      | 1        |